# Conor O'Shea
Conor Michael Patrick O'Shea (Limerick, 21 de octubre de 1970) es un entrenador y ex–jugador irlandés de rugby que se desempeñaba como fullback. Representó al XV del Trébol de 1993 a 2000.

## Selección nacional
Gerry Murphy lo convocó por primera vez al XV del Trébol en noviembre de 1993 y debutó contra los Stejarii como titular. Su último partido fue ante La Rosa (derrota 50–18) por el Torneo de las Seis Naciones 2000.
Tras ganarle el puesto a Jim Staples, O'Shea fue el fullback titular de su seleccionado durante los años 1990. En total jugó 35 partidos y marcó 44 puntos.

### Participaciones en Copas del Mundo
| Mundial                       | Sede      | Resultado        | PJ | Tries |
| ----------------------------- | --------- | ---------------- | -- | ----- |
| Copa Mundial de Rugby de 1995 | Sudáfrica | Cuartos de final | 3  | 0     |
| Copa Mundial de Rugby de 1999 | Gales     | Octavos de final | 4  | 2     |

## Entrenador

### Participaciones en la Copa del Mundo
| Mundial                       | Sede  | Equipo | Resultado      | PJ | PG | PE | PP | Pts + | Pts - |
| ----------------------------- | ----- | ------ | -------------- | -- | -- | -- | -- | ----- | ----- |
| Copa Mundial de Rugby de 2019 | Japón | Italia | Fase de grupos | 4  | 2  | 1  | 1  | 98    | 78    |

## Palmarés
- Campeón de la Copa Desafío de 2010–11.
- Campeón de la Premiership Rugby de 2011–12.
- Campeón de la Anglo-Welsh Cup de 2001–02 y 2012–13.